# Otis Smith
Pour les articles homonymes, voir Smith.
Otis Fitzgerald Smith (né le 30 janvier 1964 à Jacksonville, Floride est un joueur puis dirigeant américain de basket-ball.

## Carrière de joueur
Smith joue avec les Dolphis de l'université de Jacksonville de 1982 à 1986 dont il est diplômé en marketing et en management. Son maillot est retiré par l'université en 2002.
Il est sélectionné au second tour de la draft 1986 à sa sortie de l'université par les Nuggets de Denver. Il joue une saison et demie avec les Nuggets avant d'être transféré aux Warriors de Golden State lors de la saison 1987-1988. Il est transféré au Magic d'Orlando le 15 juin 1989 lors de la draft d'expansion 1989. Il y reste jusqu'à la saison 1991-1992.
Il doit prendre sa retraite après sa sixième saison dans la ligue à cause d'une blessure à un genou après 375 matchs en carrière pour des statistiques de 10,5 points, 3,8 rebonds et 1,8 passe décisive par match.
Après un arrêt de trois ans, Smith sort de sa retraite de joueur en octobre 1996, signant un contrat avec les Solna Vikings en Suède. Il est nommé MVP de la ligue suédoise en 1997, mais il décide de rester sur une note positive et ne resigne pas pour une deuxième saison.

## Carrière de dirigeant
Smith devient directeur des relations extérieures du Magic d'Orlando de 1996 à 1998, puis devient vice-président du marketing et des relations extérieures de l'University of Central Florida de 1998 à 1999. Cependant, le basket-ball lui manque et il rejoint les Warriors de Golden State devenant directeur exécutif des relations extérieures de 1999 à 2002. Lors de la saison 2002-2003, il collabore avec les Warriors en tant que directeur exécutif des opérations basket-ball. Il retourne en Floride, où il passe deux années en tant que directeur du développement des joueurs du Magic, puis est promu co-General Manager pour la saison 2005-2006. Il est ensuite nommé General Manager du Magic d'Orlando le 3 mai 2006.
En 2012, il est démis de ses fonctions de General Manager de l'équipe NBA du Magic d'Orlando.

## Service civique
Otis Smith s'implique dans le bénévolat en faveur des jeunes, dans les organisations Big Brothers Big Sisters et Boys and Girls Clubs of America. En 1989, il fonde la fondation "Otis F. Smith" (renommé plus tard "Otis Smith Kids Foundation"), organisant des camps de basket-ball gratuits, des camps de vacances.